# Неодим
Неодим (англ. neodymium, нім. Neodym n) — хімічний елемент. Символ Nd, ат. н. 60, ат. м. 144,24, належить до лантаноїдів. Сріблясто-білий метал. Нижче 885 °С кристалічна ґратка гексагональна, щільно упакована (α-Nd), вище — кубічна (β-Nd). Густина 7,007 г/см³. tпл = 1024 °С; tкип = 3030 °С.
Середній вміст неодиму в земній корі 3,7•10−3 за масою. Як і всі інші лантаноїди, неодим присутній в багатьох рідкісноземельних мінералах — у ксенотимі, монациті, ортиті, бастнезиті і ін.

## Історія
У 1843 році Карл Густав Мосандер повідомив про розкладання церівої землі на власне церієву, а також лантанову і дідимієву. За властивостями дідим був дуже схожим на лантан, тому і отримав назву від грец. δίδυμος, дос. «близнюк». Пізніше, при очищенні дідиму були отримані самарій і гадоліній, і, нарешті, у 1885 році австрійський хімік Карл Ауер фон Вельсбах встановив, що сам дідим є сумішшю двох елементів, що отримали назви неодим і празеодим.
Назва неодиму походить від грецьких слів «neos» та «didimos» (у латинській транскрипції) відповідно в українському перекладі «новий» та «близнюк».
Чистий неодим був отриманий лише у 1925 році.
У 1983 році були вперше виготовлені неодимові магніти, які зараз є основним способом використання неодиму.

## Фізичні властивості
Сріблясто-білий метал. При температурі нижче 885 °С кристалічна ґратка гексагональна, щільно упакована (α-Nd), при вищій температурі — кубічна (β-Nd). Густина 7,007 г/см³; tпл = 1024 °С; tкип = 3030 °С.

## Хімічні властивості
Неодим повільно, а при температурі вище 150 °C активно реагує з киснем повітря з утворенням неодим (ІІІ) оксиду:
4 Nd + 3 O2 → 2 Nd2O3
Повільно реагує з водою, однак реакція пришвидшується при нагріванні з утворенням гідроксиду:
2 Nd (тв) + 6 H2O (р) → 2 Nd(OH)3 (aq) + 3 H2 (г)
Неодим реагує з галогенами:
2 Nd (тв) + 3 F2 (г) → 2 NdF3 (тв) [сіль фіолетового кольору ]
2 Nd (тв) + 3 Cl2 (г) → 2 NdCl3 (тв) [сіль рожево-лілового кольору]
2 Nd (тв) + 3 Br2 (г) → 2 NdBr3 (тв) [сіль фіолетового кольору ]
2 Nd (тв) + 3 I2 (г) → 2 NdI3 (тв) [сіль зеленого кольору ]
Nd реагує з розбавленими кислотами з утворенням Nd(III) іона який забарвлює розчин у ліловий колір (існує як [Nd(OH2)9]3+ комплекс)
2 Nd (тв) + 3 H2SO4 (aq) → 2 Nd3+ (aq) + 3 SO2−
4 (aq) + 3 H2 (г)

## Ізотопи
Природний неодим складається з 7 ізотопів. П'ять з них — стабільні, ще два — мають дуже великі періоди напіврозпаду. 
| Масове число | Частка у природному неодимі | Період напіврозпаду |
| ------------ | --------------------------- | ------------------- |
| 142          | 27,152%                     | ∞                   |
| 143          | 12,174%                     | ∞                   |
| 144          | 23,798%                     | 2,29×1015           |
| 145          | 8,293%                      | ∞                   |
| 146          | 17,189%                     | ∞                   |
| 148          | 5,756%                      | ∞                   |
| 150          | 5,638%                      | 0,79×1019           |

Загалом відомо 44 ізотопи неодиму з масовими числами від 124 до 161, 6 з яких — метастабільні. З нестабільних ізотопів, що не зустрічаються в природі, найбільші періоди напіврозпаду мають Nd147 (10,98 днів) і Nd140 (3,37 днів).

## Розповсюдження
Неодим — другий за розповсюдженністю серед лантаноїдів (після церію). Середній вміст неодиму в земній корі за масою становить 3,3×10−3%, у світовому океані — 2,8×10−10%, у Всесвіті — 10−6%.
Як і решта лантаноїдів, неодим присутній у багатьох рідкісноземельних мінералах —ксенотимі, монациті, ортиті, бастнезиті тощо. У таких мінералах як ешиніт і гадолініт неодим є домінантним рідкісноземельним елементом.
Країни з великими запасами рідкісноземельних мінералів — Китай, Бразилія, В'єтнам. 2017 року Китай контролював 80% усього світового видобутку неодиму.

## Отримання
Одержують неодим кальцієтермічним відновленням його трифториду або трихлориду, а також при електролізі розплаву трихлориду неодиму. Для відокремлення ніобію від інших лантаноїдів широко застосовують методи йонообмінної хроматографії.

## Застосування

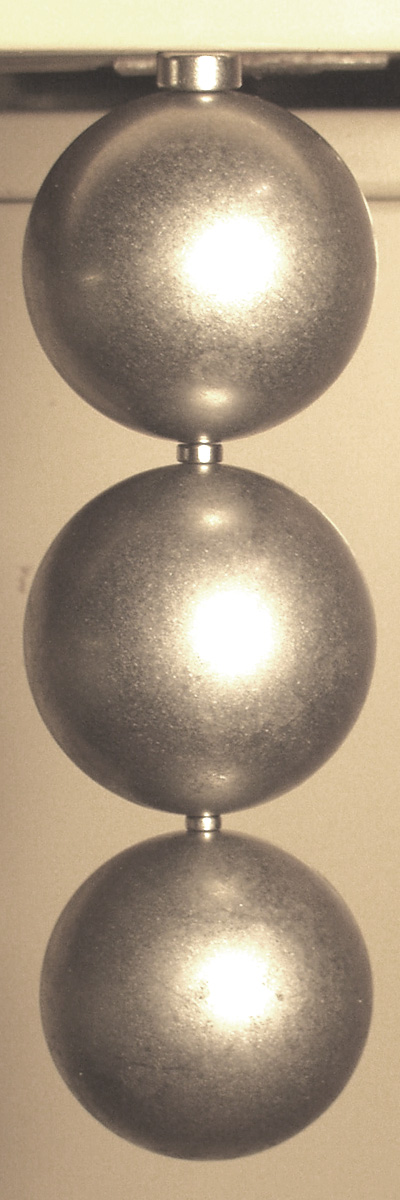
Неодимові магніти (нижній має вагу 143 мг) тримають сталеві кульки (кожна вагою близько 200 г)

### Магніти
Близько 80% усього добуваного в світі неодиму використовують для виготовлення магнітів. Неодимові магніти є найсильнішими з доступних постійних магнітів — їх залишкова намагніченість досягає 1,5 тесла (у кілька разів вища за феритові магніти). Неодимові магніти використовують у електромоторах, жорстких дисках, мікрофонах і навушниках, апаратах для магнітно-резонансної томографії тощо.

### Металургія
Мішметал (суміш рідкісноземельних металів, яку використовують для модифікування металів) на 15% складається з неодиму.
Додавання 1-5% неодиму до магнію, алюмінію і титану значно збільшує їх міцність. Крім того, мала швидкість дифузії неодиму в цих металах при високій температурі підвищує їх жароміцність.
Близько 8% неодиму використовують у цих цілях.

### Виробництво батарей
Аноди у нікель-метал-гідридних акумуляторах виробляють з сплаву рідкісноземельних металів, що містить неодим. Цей сплав використовують через здатність цих металів поглинати великі кількості водню, що виділяється під час роботи акумулятора..
Близько 5% неодиму використовують у цих цілях.

### Виробництво скла

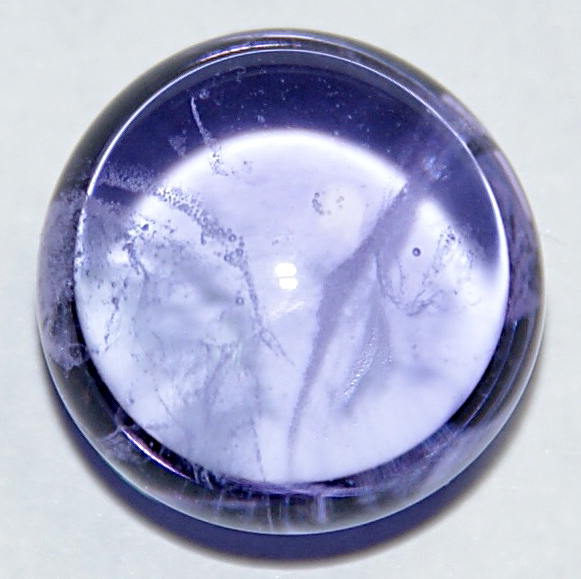
Неодимове скло

Оксиду неодиму Nd2O3 використовують для надання склу і кераміці лавандового відтінку. Таке скло змінює свій колір залежно від освітлення (т.з. "олександритовий ефект"), тому його використовують в окулярах-хамелеонах. Окуляри з такого скла збільшують контрастність червоного і зеленого кольору, тому їх використовують люди з порушеним кольоросприйняттям. Також, смуга найглибшого поглинання такого скла практично збігається зі спектром випромінювання натрію, тому його можна використовувати як оптичний фільтр. Іноді в окулярах замість неодиму використовують його сплав з празеодимом — такі окуляри називають "дидимовими".
Скло, ітрій-алюмінієві гранати, гадоліній-скандій-галіеві гранати з домішкою неодиму використовують як робочі тіла  для інфрачервоних лазерів. Типові довжини хвилі неодимових лазерів — від 0,9 до 1,8 мкм.

### Інше
Неодимові каталізатори використовують у гумовій промисловості для пришвидшення деяких реакцій полімеризації.
Сплав з неодиму з ербієм використовують у кріотехніці.